# Birmingham South Stars
I Birmingham South Stars sono stati una squadra di hockey su ghiaccio della con sede nella città di Birmingham, nello Stato dell'Alabama. Nacquero nel 1982 e disputarono una stagione nella Central Hockey League fino al loro scioglimento nel 1983; furono affiliati ai Minnesota North Stars.

## Storia
Al termine della stagione 1980-81 si erano sciolti i Birmingham Bulls, franchigia che allo scioglimento della World Hockey Association scelse di trasferirsi proprio nella Central Hockey League. Dopo un anno di inattività l'hockey professionistico fece ritorno in città nella stagione 1982-83 grazie alla creazione dei South Stars, una delle numerose formazioni affiliate ai Minnesota North Stars nel corso della storia della CHL. Fino alla stagione precedente i North Stars erano affiliati ai Nashville South Stars.
I Birmingham South Stars disputarono una sola stagione ma nonostante ciò riuscirono comunque a raggiungere la finale di Adams Cup, persa poi contro gli Indianapolis Checkers per 5-2.

### Affiliazioni
Nel corso della loro storia i Birmingham South Stars sono stati affiliati alle seguenti franchigie della National Hockey League:
- Minnesota North Stars: (1982-1983)

## Record stagione per stagione
| Birmingham South Stars |       |    |    |    |   |    |     |     |    |                                                                    |
| 1982-83                | North | 80 | 41 | 37 | 2 | 84 | 297 | 297 | 3° | vince semifinali (Colorado) 4-2 perde Adams Cup (Indianapolis) 2-5 |

## Record della franchigia

### Carriera
Gol: 40  Wes Jarvis
Assist: 68  Wes Jarvis
Punti: 108  Wes Jarvis
Minuti di penalità: 211  Dave Richter
Partite giocate: 80  Jim Dobson, Glenn Hicks,  Craig Homola

## Palmarès

### Premi individuali
- Jake Milford Trophy: 1

Gene Ubriaco: 1982-1983
- Phil Esposito Trophy: 1

Wes Jarvis: 1982-1983